# Halowe Mistrzostwa Świata w Lekkoatletyce 2003 – skok o tyczce mężczyzn
Skok o tyczce mężczyzn – jedna z konkurencji rozgrywanych podczas halowych mistrzostw świata w lekkoatletyce w 2003. Kwalifikacje odbyły się 14 marca, a finał został rozegrany 15 marca.
Do kwalifikacji zgłoszonych zostało 18 zawodników z 12 państw.
Zawody w tej konkurencji wygrał reprezentant Niemiec Tim Lobinger. Drugą pozycję zajął rodak triumfatora Michael Stolle, trzecią zaś reprezentujący Holandię Rens Blom.

## Wyniki

### Kwalifikacje
Źródło: 
Grupa A
| Miejsce | Zawodnik            | Państwo           | Wysokość (m) | Wysokość (m) | Wysokość (m) | Wysokość (m) | Wynik | Uwagi |
| Miejsce | Zawodnik            | Państwo           | 5,40         | 5,55         | 5,60         | 5,65         | Wynik | Uwagi |
| ------- | ------------------- | ----------------- | ------------ | ------------ | ------------ | ------------ | ----- | ----- |
| 1.      | Wiktor Czistiakow   | Australia         | O            | –            | O            | XXX          | 5,60  | AR    |
| 2.      | Patrik Kristiansson | Szwecja           | –            | –            | XO           | XXX          | 5,60  |       |
| 3.      | Aleksandr Awerbuch  | Izrael            | XO           | –            | XXX          | –            | 5,40  |       |
| –       | Okkert Brits        | Południowa Afryka | –            | XXX          | –            | –            | NM    |       |
| –       | Paul Burgess        | Australia         | XXX          | –            | –            | –            | NM    |       |
| –       | Oscar Janson        | Szwecja           | XXX          | –            | –            | –            | NM    |       |
| –       | Dmitrij Kupcow      | Rosja             | XXX          | –            | –            | –            | NM    |       |

Grupa B
| Miejsce | Zawodnik           | Państwo           | Wysokość (m) | Wysokość (m) | Wysokość (m) | Wysokość (m) | Wynik | Uwagi |
| Miejsce | Zawodnik           | Państwo           | 5,40         | 5,55         | 5,60         | 5,65         | Wynik | Uwagi |
| ------- | ------------------ | ----------------- | ------------ | ------------ | ------------ | ------------ | ----- | ----- |
| 1.      | Rens Blom          | Holandia          | O            | –            | O            | O            | 5,65  |       |
| 1.      | Wasilij Gorszkow   | Rosja             | O            | O            | –            | O            | 5,65  |       |
| 1.      | Tim Lobinger       | Niemcy            | –            | O            | –            | O            | 5,65  |       |
| 1.      | Romain Mesnil      | Francja           | O            | –            | –            | O            | 5,65  |       |
| 5.      | Giuseppe Gibilisco | Włochy            | O            | –            | XO           | XO           | 5,65  |       |
| 5.      | Derek Miles        | Stany Zjednoczone | –            | XO           | –            | XO           | 5,65  |       |
| 7.      | Michael Stolle     | Niemcy            | O            | –            | O            | XXO          | 5,65  |       |
| 8.      | Adam Ptáček        | Czechy            | O            | O            | –            | XXX          | 5,55  |       |
| 9.      | Štěpán Janáček     | Czechy            | O            | XO           | –            | XXX          | 5,55  |       |
| 9.      | Jeremy Scott       | Stany Zjednoczone | O            | XO           | –            | XXX          | 5,55  |       |
| 11.     | Piotr Buciarski    | Dania             | O            | XXX          | –            | –            | 5,40  |       |

### Finał
Źródło: 
| Miejsce | Zawodnik           | Państwo           | Wysokość (m) | Wysokość (m) | Wysokość (m) | Wysokość (m) | Wysokość (m) | Wysokość (m) | Wynik | Uwagi |
| Miejsce | Zawodnik           | Państwo           | 5,40         | 5,60         | 5,70         | 5,75         | 5,80         | 5,85         | Wynik | Uwagi |
| ------- | ------------------ | ----------------- | ------------ | ------------ | ------------ | ------------ | ------------ | ------------ | ----- | ----- |
| 01 !    | Tim Lobinger       | Niemcy            | –            | O            | –            | O            | O            | XXX          | 5,80  |       |
| 02 !    | Michael Stolle     | Niemcy            | O            | O            | XO           | O            | X-           | X            | 5,75  | SB    |
| 03 !    | Rens Blom          | Holandia          | O            | XO           | X-           | XO           | XX           | –            | 5,75  | NR    |
| 4.      | Wasilij Gorszkow   | Rosja             | O            | XO           | O            | XX-          | X            | –            | 5,70  |       |
| 5.      | Derek Miles        | Stany Zjednoczone | O            | XXO          | O            | XXX          | –            | –            | 5,70  |       |
| 6.      | Wiktor Czistiakow  | Australia         | O            | O            | XXX          | –            | –            | –            | 5,60  | =     |
| 7.      | Romain Mesnil      | Francja           | –            | XO           | –            | XX-          | X            | –            | 5,60  |       |
| 8.      | Giuseppe Gibilisco | Włochy            | O            | XX-          | X            | –            | –            | –            | 5,40  |       |